# Ransom Canyon
Ransom Canyon è un centro abitato degli Stati Uniti d'America situato nella contea di Lubbock dello Stato del Texas.
La popolazione era di 1.096 persone al censimento del 2010. Fa parte dell'area metropolitana di Lubbock.

## Geografia fisica
La città di Ransom Canyon si trova all'interno dello Yellow House Canyon, al margine orientale del Llano Estacado. Lo Yellow House Canyon fu scavato dal fiume North Fork Double Mountain Fork Brazos. Questo flusso è stato arginato più volte per formare i laghi Buffalo Springs e Ransom Canyon.
Secondo lo United States Census Bureau, ha un'area totale di 0,93 miglia quadrate (2,4 km²), di cui 0,77 miglia quadrate (2,0 km²) di terreno e 0,15 miglia quadrate (0,4 km²), o 16,38%, d'acqua.

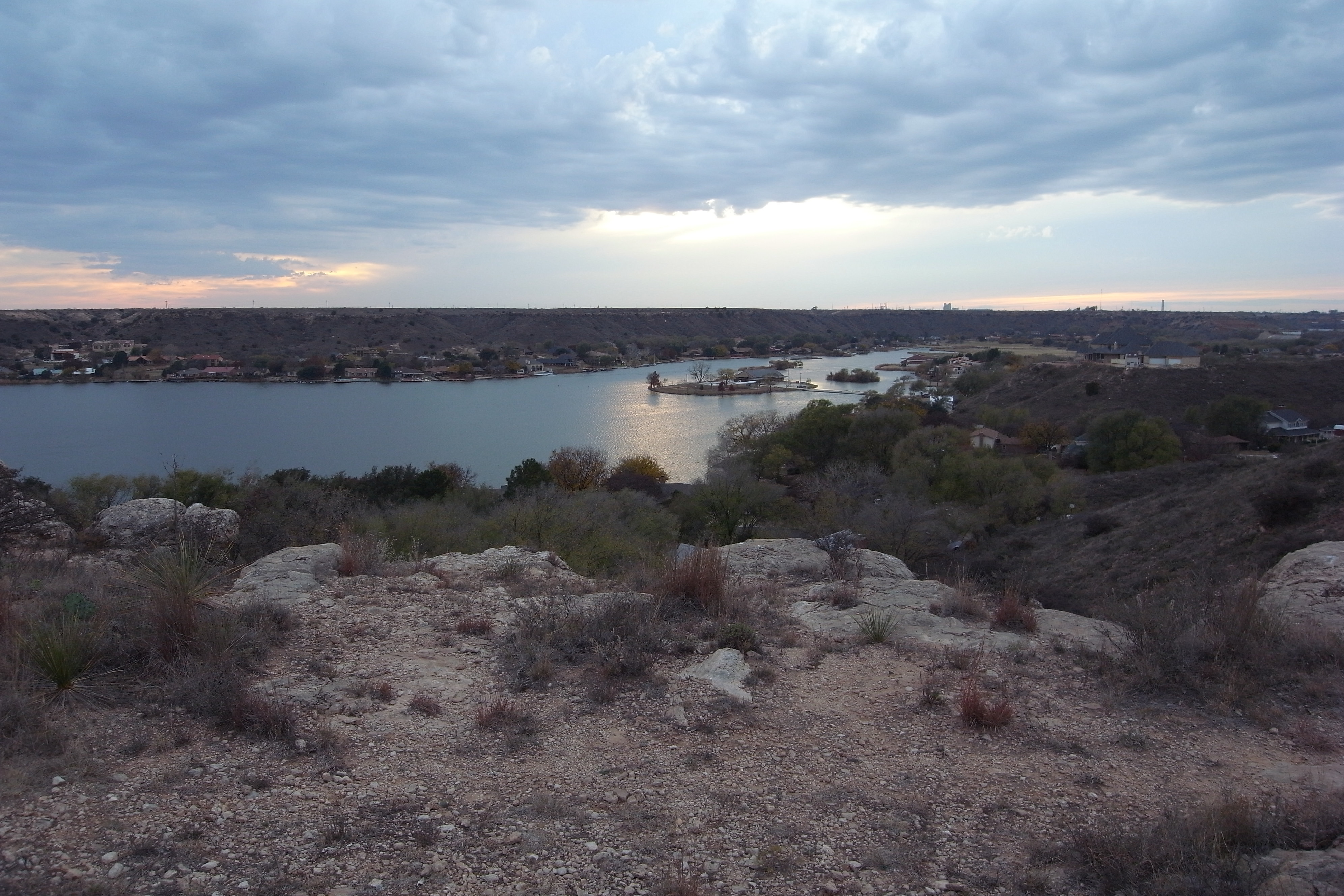
Il lago Ransom Canyon
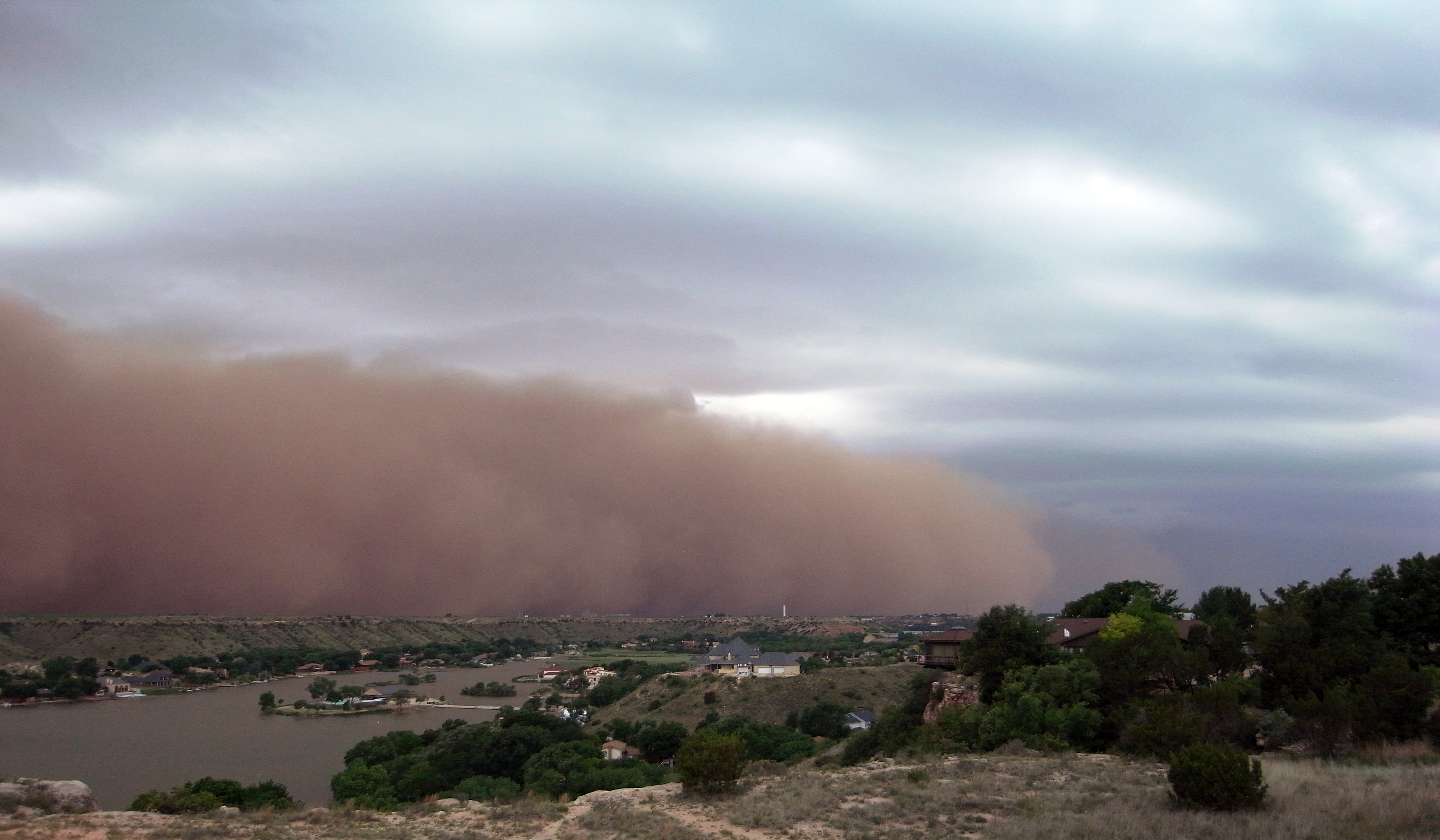

## Società

### Evoluzione demografica
Secondo il censimento del 2000, c'erano 1.011 persone, 404 nuclei familiari e 338 famiglie residenti nella città. La densità di popolazione era di 1.213,1 persone per miglio quadrato (470,3/km²). C'erano 412 unità abitative a una densità media di 494,4 per miglio quadrato (191,7/km²). La composizione etnica della città era formata dal 95,25% di bianchi, lo 0,40% di afroamericani, lo 0,20% di nativi americani, lo 0,40% di asiatici, il 2,57% di altre razze, e l'1,19% di due o più etnie. Ispanici o latinos di qualunque razza erano il 4,85% della popolazione.
C'erano 404 nuclei familiari di cui il 31,2% aveva figli di età inferiore ai 18 anni, l'80,0% aveva coppie sposate conviventi, il 3,2% aveva un capofamiglia femmina senza marito, e il 16,1% erano non-famiglie. Il 14,6% di tutti i nuclei familiari erano individuali e il 6,9% aveva componenti con un'età di 65 anni o più che vivevano da soli. Il numero di componenti medio di un nucleo familiare era di 2,50 e quello di una famiglia era di 2,76.
La popolazione era composta dal 22,0% di persone sotto i 18 anni, il 4,5% di persone dai 18 ai 24 anni, il 23,5% di persone dai 25 ai 44 anni, il 36,5% di persone dai 45 ai 64 anni, e il 13,5% di persone di 65 anni o più. L'età media era di 45 anni. Per ogni 100 femmine c'erano 94,4 maschi. Per ogni 100 femmine dai 18 anni in giù, c'erano 90,6 maschi.
Il reddito medio di un nucleo familiare era di 78.427 dollari e quello di una famiglia era di 85.944 dollari. I maschi avevano un reddito medio di 50.000 dollari contro i 34.500 dollari delle femmine. Il reddito pro capite era di 45.675 dollari. Nessuna delle famiglie e lo 0,6% della popolazione vivevano sotto la soglia di povertà, incluso no under eighteens e lo 0,7% di persone sopra i 64 anni.